# Ministerio de Energía y Minas (Ecuador)
El Ministerio de Energía y Minas es la cartera de Estado encargada de dirigir, planificar y legislar la energía eléctrica, hidrocarburífera y minera.

## Historia
Anteriormente llevaba el nombre de Ministerio de Energía y Minas, pero en julio de 2007 el entonces presidente Rafael Correa le cambió el nombre y le dio parte de sus funciones al recién creado Ministerio de Minas y Petróleo. Actualmente el Ministerio de Energía y Minas se encuentra dirigido por la Abg. Inés Manzano, designada por el presidente Daniel Noboa.
Dentro de un plan de eficiencia administrativa, el gobierno ecuatoriano decidió la desvinculación de 5000 servidores públicos y la reducción de la Función Ejecutiva del Estado Ecuatoriano, pasando de 20 a 14 ministerios y de 9 a 3 secretarías de estado.  Dicha decisión fue cristalizada mediante Decreto Ejecutivo nro. 60 del 24 de julio de 2025; y dentro de los cambios se fusionó el Ministerio de Ambiente, Agua y Transición Ecológica al Ministerio de Energía y Minas.  Las ministras a cargo de ambas carteras de estado María Luisa Cruz e Inés Manzano se reunieron el 8 de agosto de 2025, para empezar la fusión contemplada, señalando que la nueva cartera fusionada se denominaría Ministerio de Ambiente y Energía.

## Organismos Adscritos

### Agencias de Regulación y Control
- Agencia de Regulación y Control de Electricidad (ARCONEL)
- Agencia de Regulación y Control Minero (ARCOM)
- Agencia de Regulación y Control de Hidrocarburos (ARCH)

### Empresas Públicas
- Corporación Nacional de Electricidad (CNEL-EP)
- Corporación Eléctrica del Ecuador (CELEC-EP)
- Empresa Nacional Minera (ENAMI-EP)
- Empresa Pública de Hidrocarburos del Ecuador (PETROECUADOR-EP)
- Flota Petrolera Ecuatoriana (FLOPEC-EP)

### Institutos
- Operador Nacional de Electricidad (CENACE)
- Instituto de Investigación Geológico y Energético (IIGE)